# Silene sinensis
Silene sinensis är en nejlikväxtart som först beskrevs av João de Loureiro, och fick sitt nu gällande namn av Hiroyoshi Ohashi och H. Nakai. Silene sinensis ingår i släktet glimmar, och familjen nejlikväxter. Utöver nominatformen finns också underarten S. s. verticillata.